# Augusto Silva (football, 1939)
Pour les articles homonymes, voir Augusto Silva et Silva.
Augusto Lamela da Silva, plus communément appelé Augusto Silva est un footballeur portugais né le 6 février 1939 à Barcelos. Il évoluait au poste d'arrière gauche ou de milieu latéral.

## Biographie
Il est formé dans le club de football du Vitória Guimarães,. Il fait ses premiers pas en tant que professionnel au sein de la première division portugaise en 1958,.
En 1961, il perd sa fille et son garçon âgés de 6 mois, morts tous deux atteints de poliomyélite.
Il est transféré au Benfica Lisbonne en 1962. Dès sa première saison, le club réalise le doublé Coupe du Portugal-championnat du Portugal,.
Il remporte consécutivement deux autres titres de champion en 1964 et 1965,.
Après une saison sans titre en championnat du Portugal 1965-1966, Benfica est marqué par la mort par électrocution de Luciano le 5 décembre 1966.
En janvier 1967, Benfica doit jouer une série de matchs amicaux lors d'une tournée au Chili initialement prévue pour  soutenir Vicente Lucas joueur du CF Belenenses victime d'un accident de voiture qui lui a causé une sérieuse blessure à l'œil. La tournée est finalement aussi devenue un hommage à Luciano. Le deuxième matin après l'arrivée à Santiago, Augusto Silva est victime d'un accident vasculaire cérébral et s'effondre sous la douche
Découvert rapidement par ses coéquipiers Yaúca et Camolas, il est emmené d'urgence à l'hôpital. Il se réveille du coma plusieurs jours plus tard, l'équipe du Benfica étant alors obligée de revenir à Lisbonne, seul l'entraîneur Fernando Riera est resté à son chevet pendant un mois le temps qu'il puisse effectuer une reprise partielle de ses capacités.
Même avec la physiothérapie, il ne retrouve pas la vision de son champ droit et est obligé d'arrêter le football.
Après son accident, il occupe des fonctions administratives au sein du club.
Il a disputé au total 73 matchs pour 10 buts marqués en première division portugaise,. En compétitions européennes, il dispute 6 matchs en Coupe des clubs champions et 2 matchs en Coupe UEFA avec le Benfica Lisbonne.

## Palmarès
Avec le Benfica Lisbonne :
- Champion du Portugal en 1963, 1964, 1965 et 1967
- Vainqueur de la Coupe du Portugal en 1964